# Любча (Борисовський район)
Любча (біл. вёска Любча) — село в складі Борисовського району Мінської області, Білорусь. Село підпорядковане Зембинській сільській раді, розташоване в північно-східній частині області.